# José Maria Barreto Lobato Gonçalves

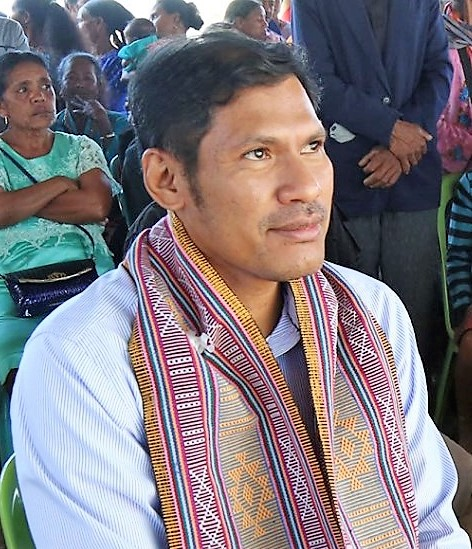
José Maria Barreto Lobato Gonçalves (2019)

José Maria Barreto Lobato Gonçalves (* 1972) ist ein Politiker aus Osttimor. Er ist Mitglied der FRETILIN.
José ist der Sohn des Freiheitskämpfers Nicolau dos Reis Lobato und seiner Frau Isabel Barreto. Isabel wurde am Tag nach der indonesischen Invasion am 7. Dezember 1975 auf der Werft von Dili hingerichtet. In Gefangenschaft konnte sie im letzten Moment José an ihre Schwester Olímpia Barreto geben, bevor Isabel zur Exekution gebracht wurde. José wurde von Olímpia Barreto und ihrem Mann José Gonçalves adoptiert, nahm zusätzlich deren Familiennamen Gonçalves an und wurde in Jakarta großgezogen, wo seine Herkunft geheim gehalten wurde.
Gonçalves wurde bei den Wahlen 2001 auf Platz 20 der FRETILIN-Liste in die Verfassunggebende Versammlung gewählt, aus der mit der Entlassung in die Unabhängigkeit am 20. Mai 2002 das Nationalparlament Osttimors wurde. In der Versammlung war Gonçalves Mitglied des Ausschusses für Systematisierung und Harmonisierung.
Bei den Parlamentswahlen in Osttimor 2007 trat Gonçalves nicht mehr als Kandidat an. 2009 war er noch Mitglied des Zentralkomitees der FRETILIN.
Von 2008 bis 2010 besuchte Gonçalves die Colorado School of Mines. Er ist derzeit Country Manager für ConocoPhillips in Osttimor (Stand 2020).